# Brno-Útěchov
Brno-Útěchov je městská část na severním okraji statutárního města Brna. Je tvořena městskou čtvrtí Útěchov, původně samostatnou obcí, která byla k Brnu připojena v roce 1980 jako dosud poslední obec. Její katastrální území Útěchov u Brna má rozlohu 1,18 km² a žije zde 920 obyvatel. Jedná se o nejsevernější a nejvýše položenou část Brna, střed vesnice se nachází v nadmořské výšce 465 m. Svou rozlohou jde také o nejmenší městskou část Brna. Čtvrť je zcela obklopena lesy Soběšické vrchoviny.
První zmínka o Útěchovu pochází z roku 1365, kdy jej vlastnili Lichtenburkové. Dalšími majiteli vsi byl moravský markrabě, Boskovicové a zejména Lichtenštejnové. Mezi lety 1850 a 1923 byla vesnice součástí sousedního Vranova, následně byla samostatnou obcí a roku 1980 se stala součástí Brna. Až do konce 20. století byl Útěchov malou vsí, na přelomu tisíciletí však prošel masivní suburbanizací a stalo se z něj brněnské satelitní město.
Zalesněné okolí Útěchova je turisticky a rekreačně využíváno Brňany. Ve vesnici se nachází památkově chráněná kaple a soubor božích muk poutní cesty do Vranova.

## Název
Místní jméno Útěchov je tvořeno osobním jménem Utěch a přivlastňovací příponou -ov, název tedy znamená „ves Utěchova“.
Během historie se vyskytlo množství variant místního jména Útěchov. Poprvé je ves roku 1365 uváděna jako Utyechaw, roku 1567 se píše dvořák na Autiechowie. Koncem 17. a v první polovině 18. století je kromě tvaru Autiechow zvána též Tři Dvory (německy Drey hofen), případně Tři Dvory u Útěchova (německy Drey hofen b. Autiechow), neboť byla tvořena právě třemi statky. Během 19. století převažuje v němčině varianta Autiechau, na přelomu 19. a 20. věku potom Autěchau. V češtině se používaly v této době verze Autěchow, Autěchov a Outěchov. Jako Útěchov je vesnice poprvé označena v letech 1854 a 1881. Toto jméno bylo také zvoleno při úředním stanovení jména vsi v roce 1924. V době Protektorátu byl v letech 1939–1945 používán v němčině název Autiechau.

## Historie

### Do roku 1850

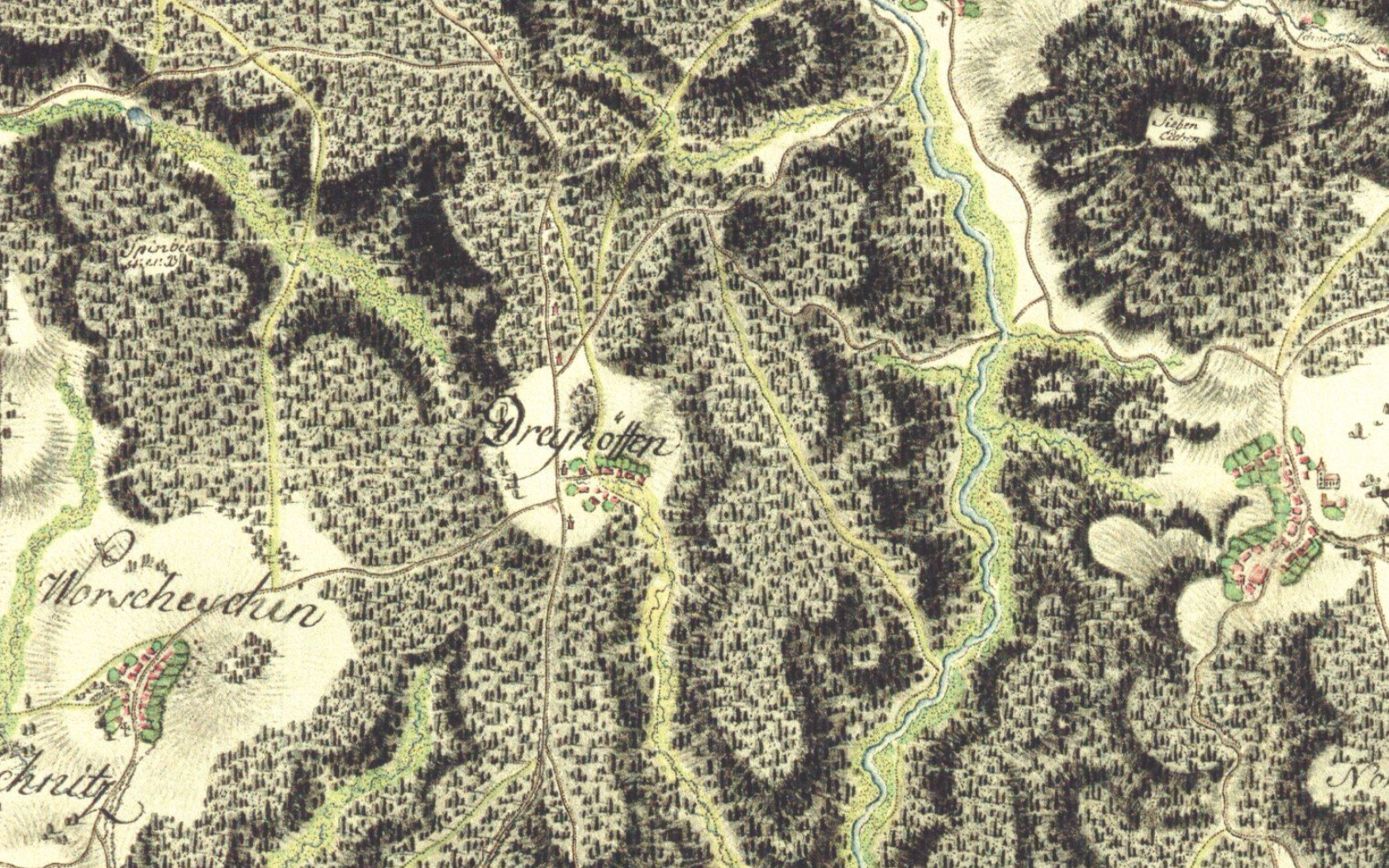
Útěchov na mapě prvního vojenského mapování z 18. století

Poprvé je Útěchov zmiňován v písemných pramenech v roce 1365. Tehdy jej v rámci nového panství nedalekého hradu Ronov vlastnil Čeněk Krušina z Lichtenburka z lichtenburského rozrodu Ronovců, jenž tehdy na tomto panství zapsal do zemských desk věno své manželce. V letech 1371 a 1376 se uvádí Havel z Útěchova, který byl pravděpodobně lichtenburským manem. Novým centrem panství se v té době stal Nový hrad, kam Čeněk Krušina přesídlil. Protože zemřel bezdětný, připadlo panství i s Útěchovem odúmrtí moravskému markraběti Joštovi. Ten ho v roce 1411 dal do zástavy Vaňkovi Černohorskému z Boskovic. Černohorská větev pánů z Boskovic potom držela novohradské zboží, s výjimkou krátkých období kolem roku 1419 a 60. let 15. věku, až do přelomu 16. a 17. století, přičemž roku 1562 jim ho král Ferdinand I. prodal. K tomuto roku se váže zmínka o svobodném dvoře v Útěchově. Po smrti Jana Šembery v roce 1597, kterým vymřeli Boskovicové po meči, zdědila panství jeho dcera Kateřina, která se toho roku provdala za Maxmiliána z Lichtenštejna. Ten se v roce 1604 stal spolumajitelem novohradského panství, čímž tento majetek i s Útěchovem získali Lichtenštejnové. Novohradské panství bylo tehdy spojeno s pozořickým, které mělo sídlo v Pozořicích na místním zámku. Útěchov byl součástí lichtenštejnského pozořického panství až do zrušení patrimoniální správy v roce 1848.
Útěchov byl malou vsí, či spíše osadou, i když samostatnou, v čele s rychtářem. Po třicetileté válce tvořily ves pouze tři usedlosti, od nichž bylo odvozeno tehdejší variantní pojmenování sídla, Tři Dvory, doložené poprvé k roku 1667. O osm let později zde podle lánového rejstříku hospodařili čtyři osedlí a počet domů i obyvatel se postupně zvyšoval. Téměř všichni Útěchovští se živili zemědělstvím.

### Po roce 1850
Po vzniku obecního zřízení v roce 1850 se Útěchov stal součástí sousedního Vranova a tvořil jeho místní část. Vždy jeden útěchovský obyvatel měl být jedním z vranovských radních, čímž měly být zajištěny zájmy obyvatel vsi. Společně s Vranovem byl Útěchov od toho roku součástí politického okresu Brno-venkov a soudního okresu Brno-horní předměstí. Roku 1855 byly brněnské soudní okresy spojeny v jeden s názvem Brno, jenž byl v roce 1892 opětovně rozdělen. Vranov s Útěchovem od té doby spadal do soudního okresu Brno-okolí, a to až do roku 1949, kdy byly tyto územní jednotky zrušeny. V roce 1923 se Útěchov stal samostatnou obcí. Příslušnost k (politickému) okresu Brno-venkov si udržel až do roku 1980, kdy byla ves přičleněna k Brnu a zahrnuta tak do okresu Brno-město.
Okolní lesy zůstaly i po zrušení patrimoniální správy v polovině 19. století v majetku Lichtenštejnů a spadaly pod lesní statek Adamov v rámci pozořického velkostatku, který byl s 14 711 hektary největším statkem tohoto rodu v českých zemích. Kolem roku 1864 byla postavena silnice mezi Soběšicemi a Vranovem (v Útěchově dnes ulice Adamovská). V roce 1911 pak byla vybudována silnice dolů do vsi k potoku (dnes ulice Boří). Ve druhé polovině 19. století pracovala většina obyvatel v zemědělství nebo lesnictví, někteří domkáři se živili jako dělníci v brněnských továrnách. Od roku 1850 funguje v Útěchově hospoda, jejíž umístění se zpočátku měnilo dle provozovatele. Stálý hostinec čp. 24 (dodnes restaurace) byl realizován roku 1905. Dalších živností (krejčí, kotlář, obuvník, kovář, zámečník, tkadlec) nebylo příliš, jejich množství odpovídalo malé vsi. Roku 1903 byla založena útěchovská organizace sociální demokracie, o dva roky později vznikla dělnická tělocvičná jednota. Na bojištích první světové války padli dva útěchovští občané. Již v roce 1921 zde vznikla organizace nové Komunistické strany Československa, jež měla velkou podporu, zároveň s ní i federovaná dělnická tělocvičná jednota. Roku 1923 byl založen místní Sokol a o tři roky později také sbor dobrovolných hasičů, jenž se stal hlavním pořadatelem společenských událostí. Téhož roku došlo v rámci pozemkové reformy k vyvlastnění lichtenštejnského lesního statku Adamov. Stal se z něj školní statek Vysoké školy zemědělské a od roku 1932 nesl název Školní lesní statek Masarykův les.

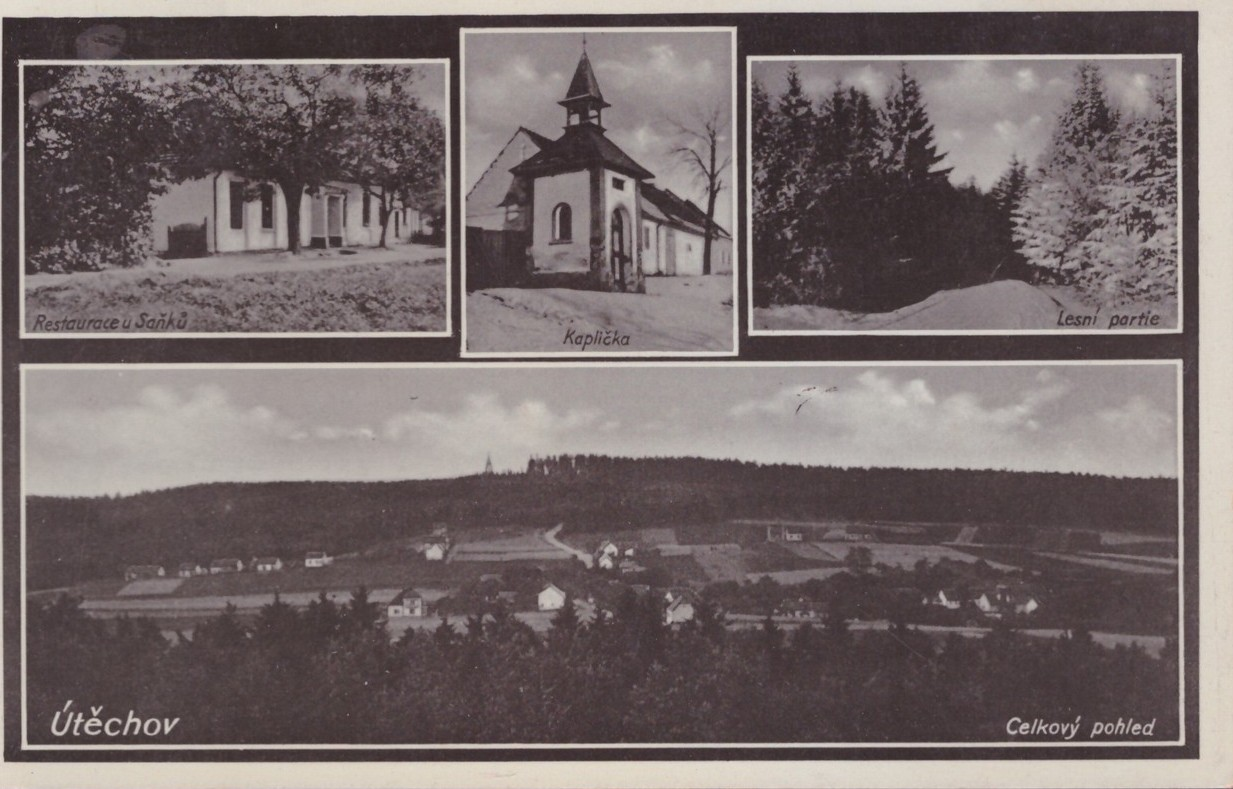
Pohlednice Útěchova z dob první republiky

V roce 1923 se Útěchov, který byl do té doby částí Vranova, stal samostatnou obcí. V prvních obecních volbách zvítězili komunisté (sedm mandátů), zatímco občanský blok získal mandátů pět. Katastrální území Útěchova bylo do té doby tvořeno intravilánem vsi a zemědělsky obhospodařovanými pozemky, takže bylo poměrně malé a jeho hranice byla tvořena tehdejší hranicí lesa (ta se téměř shodovala se současnou hranicí lesa). Právě na úkor Vranova byl útěchovský katastr tehdy rozšířen o lesní pozemky. Zatímco v roce 1845 měl výměru pouze 0,50 km², o 103 let později, roku 1948, již 1,16 km². Konec druhé světové války byl poznamenán boji mezi ustupující německou armádou, která Útěchov využila jako opěrný bod, 23. dubna 1945 se zde opevnila a z hostince si vytvořila lazaret, a útočící rumunskou armádou. Obyvatelé vsi většinou utekli do lesů, přesto několik osob zemřelo. Krátce po válce byl u silnice na Vranov postaven kříž na památku ukončení bojů. Po osvobození vládli v obci komunisté, kteří pro sídlo místního národního výboru (MNV) opravili dům čp. 15, jenž při bojích v roce 1945 vyhořel. Důležitými okamžiky pro občany byla elektrifikace obce (1947), připojení k telefonní síti (1949), prodloužení autobusové linky Dopravního podniku města Brna Královo Pole – Soběšice do Útěchova (1. září 1952) a stavba obecního rozhlasu (1956). K 1. červenci 1953 byl katastr Útěchova zvětšen o kolonii domů u severozápadního rohu lesa, které do té doby byly součástí Vranova. Ke kolektivizaci zemědělství zde došlo ve druhé polovině 50. let: roku 1957 bylo založeno místní jednotné zemědělské družstvo, které však existovalo pouze krátce. V roce 1959 byl jeho majetek převeden na Státní statek Jehnice. V obci fungovala místní lidová knihovna, Osvětová beseda (zrušena 1970) či odbočka Socialistického svazu mládeže (zrušena 1974). Během 60. let a 70. let 20. století byly zbudovány dvě požární nádrže, hasičská zbrojnice, došlo k rekonstrukci hostince a obchodu, úpravě sportovního areálu, opravám veřejného osvětlení a úpravě parčíku u MNV. Tyto akce byly často prováděny s brigádnickou pomocí občanů. V 70.–80. letech vznikl na severním okraji katastru útěchovský vodojem, a poblíž něj, těsně za hranicí Útěchova, v katastru Vranova, závod pro vranovské polesí Školního lesního podniku Křtiny Vysoké školy zemědělské. Mezi lety 1977 a 1980 byla lesní cesta Hrádková, vedoucí z Útěchova kolem hradu Ronov do Adamova, upravena na veřejně přístupnou komunikaci.

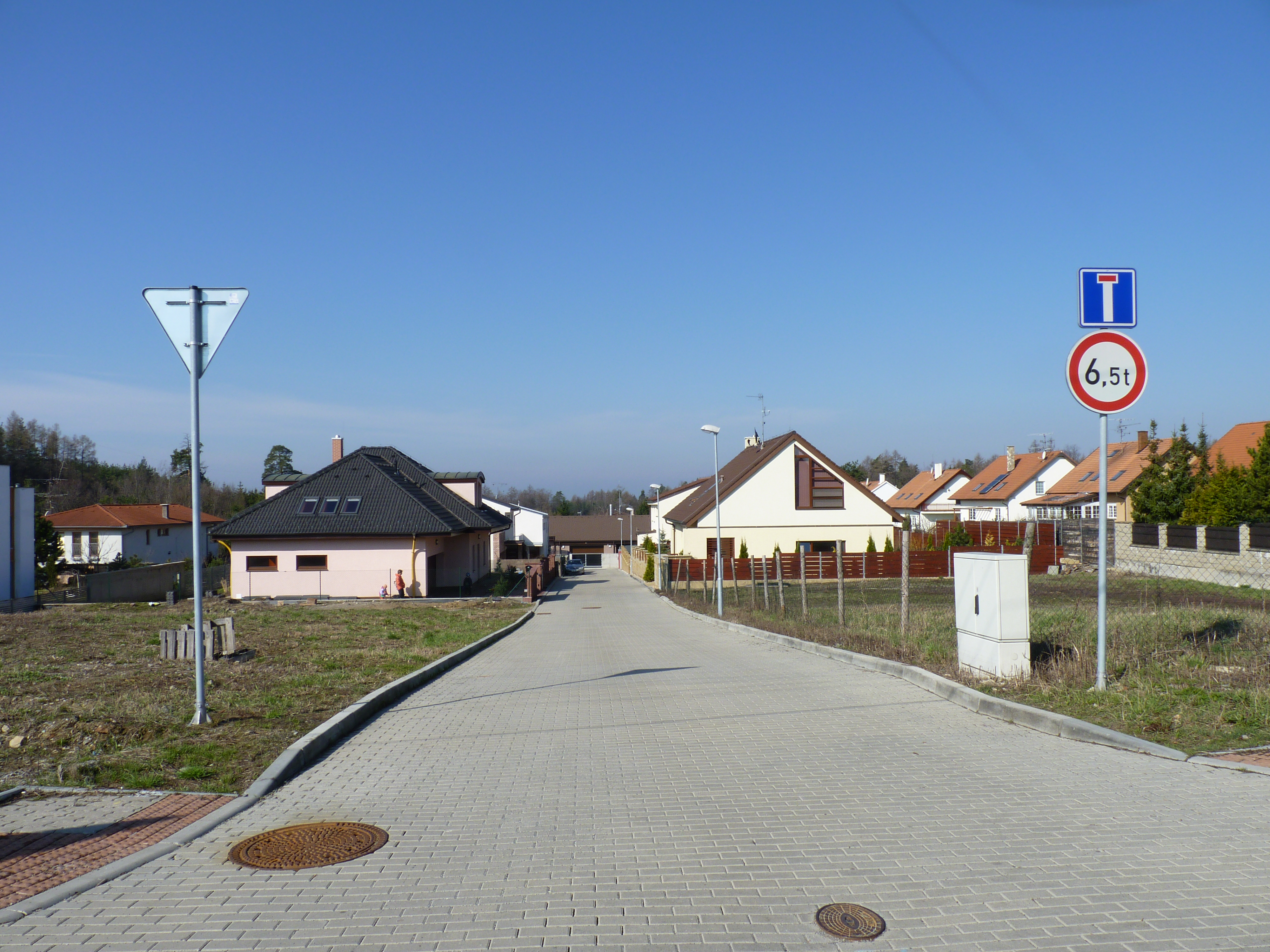
Ulice Sojčí vzniklá v roce 2005

V roce 1977 byl stávající název katastrálního území Útěchov doplněn o přídomek; katastr tedy od té doby nese název Útěchov u Brna. K 1. červenci 1980 byl Útěchov, jako dosud poslední sídlo, začleněn do města Brna a stal se součástí městského obvodu Brno V. Roku 1982 byly pojmenovány ulice ve vesnici. Při novém rozčlenění Brna po sametové revoluci se Útěchov stal k 24. listopadu 1990 samosprávnou městskou částí Brno-Útěchov, rozlohou je nejmenší v Brně. V roce 1992 byla ves plynofikována, později byla také realizována kanalizace. V roce 2014 byl přestavěn sportovní areál tělovýchovné jednoty, který získal nové zázemí, včetně tělocvičny.

### Urbanistický vývoj

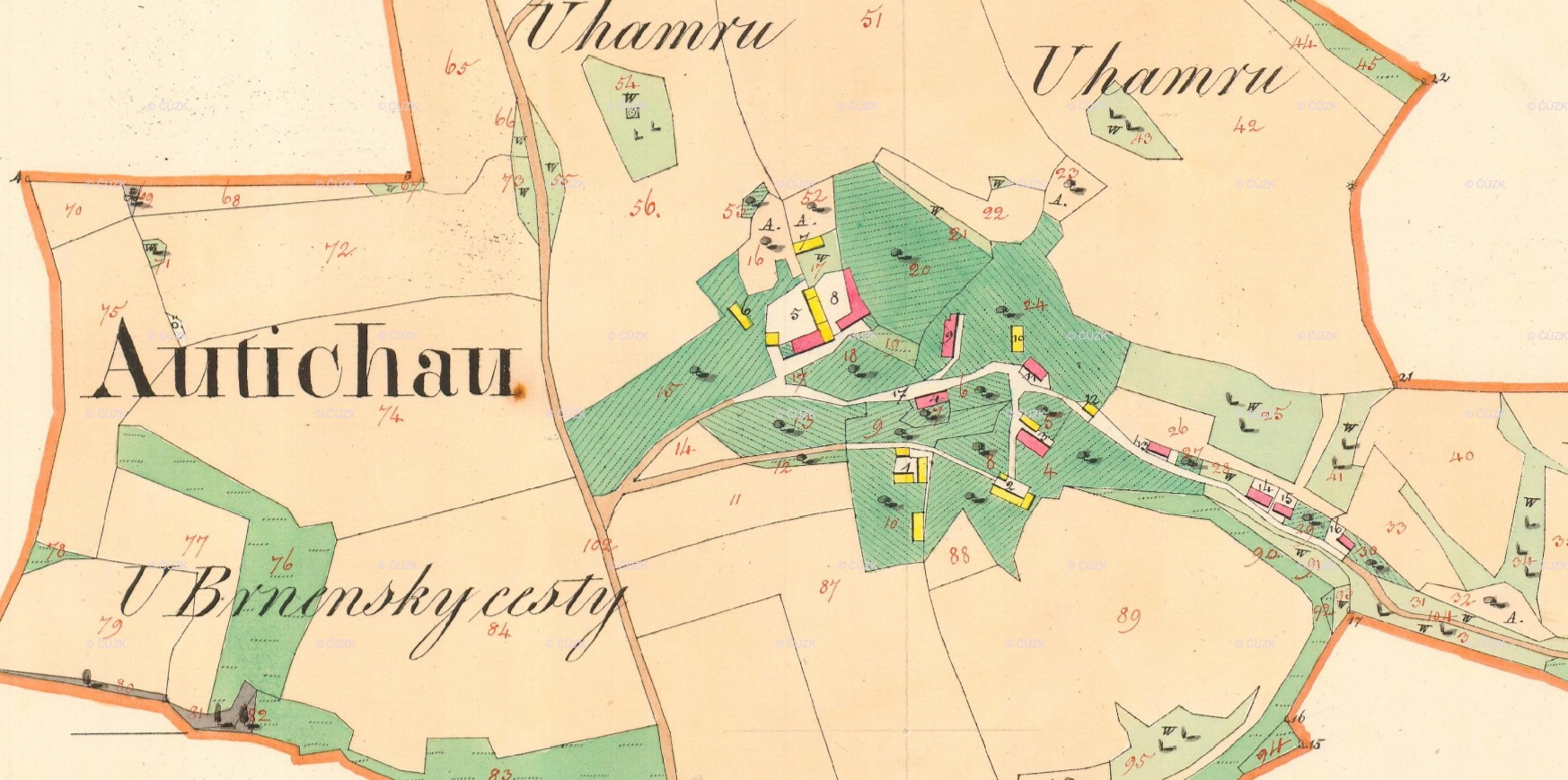
Císařský otisk stabilního katastru Útěchova z roku 1826

Podobu Útěchova zachytil v roce 1826 stabilní katastr. Samotné katastrální území Útěchov vzniklo již před tímto rokem. Ves se nacházela východně od cesty spojující Soběšice a Vranov. Dva největší domy, statky (dnes ulice V koutku), stály na vyvýšeném místě nad Útěchovským potokem. Kolem této vodoteče vedla dolů do lesů cesta směrem na Bílovice nad Svitavou, podél jejíž horní části vznikla nepravidelná roztroušená rolnická a domkářská zástavba (dnes ulice Boří). Domy byly již v té době postaveny až na dvě výjimky z nehořlavých materiálů, dřevěné zůstávaly pouze stodoly.
Stavební rozvoj Útěchova byl velmi pomalý, teprve na přelomu 19. a 20. století se začaly objevovat první nové domy kolem severojižní silnice ze Soběšic do Vranova (dnes ulice Adamovská), která se později stala hlavní osou celé vsi. Za první republiky vznikla samostatná kolonie rodinných domů u severozápadního rohu lesa, západně od silnice do Vranova. Tato zástavba, tvořená domy mezi dnešními ulicemi Doubí a Chlumy, sice urbanisticky souvisela s Útěchovem (i když od něj byla stále oddělena), katastrálně i správně však byla součástí Vranova. K Útěchovu byla přičleněna až v roce 1953. Ve 30. letech bylo ve vsi postaveno několik málo domů a hájovna. Od 60. let 20. století se na území Útěchova objevovaly první rekreační chaty Brňanů a během 70. a 80. let zde byly stavěny rodinné domy (ulice Bažinka a Mladá), byť v ne příliš rychlém tempu. Počet obyvatel až do začátku 90. let 20. století stagnoval v okolí hodnoty 200, počet domů mírně narůstal. Obrovský stavební rozmach Útěchova však nastal od 90. let. Počet obyvatel i domů dosáhl za 20 let (1991–2011) přibližně 3,5 násobku. Vzniklo zde množství nových ulic a z vesnice se vlivem suburbanizace stalo brněnské satelitní městečko tvořené převážně rodinnými domy a vilami bez občanské vybavenosti (obchod, lékař, pošta, kulturní centrum). Převážná většina nezalesněné části katastru byla do roku 2007 zastavěna. V roce 2024 se v Útěchově nacházelo 20 ulic.

## Přírodní poměry

### Poloha

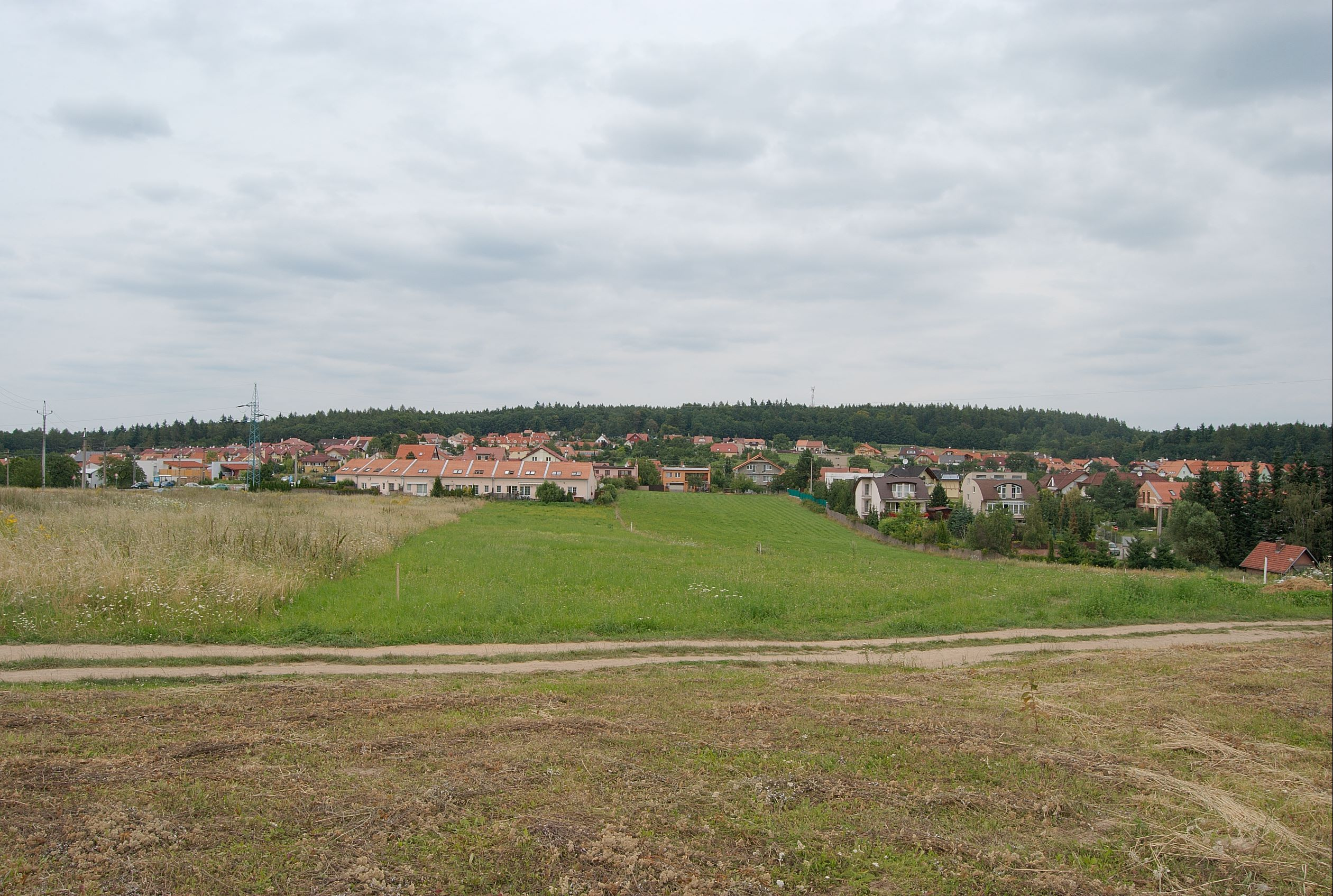
Pohled na Útěchov z jihu

Útěchov se nachází v severní části Brna v okrese Brno-město, 10 kilometrů od centra Brna; jedná se o nejseverněji položenou část tohoto města. Leží na silnici mezi brněnskou čtvrtí Soběšice a obcí Vranov v okrese Brno-venkov, čtyři kilometry severně od Soběšic, dva kilometry severovýchodně od brněnské čtvrti Ořešín, tři kilometry jihovýchodně od obce Vranov, dva kilometry jihozápadně od města Adamova a pět kilometrů severozápadně od obce Bílovice nad Svitavou. Katastrálně sousedí na západě se čtvrtí Ořešín, na severu a severovýchodě s obcí Vranov, na jihu a jihovýchodě s obcí Bílovice nad Svitavou (obě okres Brno-venkov) a na východě jediným bodem s městem Adamov v okrese Blansko. Katastrální území Útěchov u Brna má rozlohu 1,18 km². Z toho tvořila v roce 2024 orná půda 0,23 km², zahrady 0,15 km², ovocné sady 0,02 km², travní porosty 0,02 km², lesní pozemky 0,62 km², zastavěná plocha 0,06 km² a ostatní plocha 0,09 km².
Vesnice leží ve vrcholové poloze výrazného, zcela zalesněného hřbetu Drahanské vrchoviny, směřujícího na jih směrem k Brnu, který je z východu ohraničen řekou Svitavou a ze západu říčkami Rakovcem a Ponávkou. Nadmořská výška katastrálního území se pohybuje v rozmezí od 388 m (Útěchovský potok na jihovýchodní hranici katastru) do 497 m (severní výběžek katastru u silnice na Vranov). Střed městské části poblíž radnice se nachází v nadmořské výšce 465 m. Nejsevernější část útěchovského území o výšce přibližně 497 m n. m. je zároveň nejvyšším bodem města Brna (nejvyšším vrcholem je ale Kopeček u Žebětína o výšce 479 m n. m.). V katastru čtvrti se nachází jediný výraznější vrchol, zalesněná kóta o nadmořské výšce 475 m v jižní části území, u silnice na Soběšice, označovaná jako Kněží hora.

### Geologická stavba, reliéf a půdy
Po geologické stránce spadá území Útěchova do brněnského masivu, jenž je součástí Českého masivu. Z hornin zde převládá granodiorit. Z geomorfologického hlediska patří útěchovský katastr do okrsku Soběšické vrchoviny, který je částí podcelku Adamovské vrchoviny, celku Drahanské vrchoviny, oblasti Brněnské vrchoviny, v rámci soustavy Česko-moravské subprovincie v provincii Česká vysočina.
Z půdních typů převládají v útěchovském katastrálním území kambizemě, příkré svahy kolem Útěchovského potoka v jihovýchodní části jsou klasifikovány jako silně svažité půdy.

### Podnebí a vodstvo
Podle Quittovy klasifikace podnebí spadá Útěchov do mírně teplé oblasti MT11, dle Köppenovy klasifikace podnebí patří do mírného oceánického podnebí Cfb. Na nejbližší profesionální meteorologické stanici v Brně-Tuřanech činila v roce 2023 průměrná roční teplota 11,5 °C a roční úhrn srážek 564 mm.
Území Útěchova patří do úmoří Černého moře a povodí Dunaje. Vzhledem k vrcholovému umístění vsi se na jejím území nenachází větší vodní tok nebo vodní plocha. V severojižním směru prochází čtvrtí rozvodnice: zatímco východní část je odvodňována do Svitavy, západní část do Ponávky. V jihovýchodní části Útěchova pramení u ulice Boří, v historickém jádru vsi, Útěchovský potok, který teče jihovýchodním směrem hlubokým údolím lesnaté Soběšické vrchoviny. V dolní části toku je potok zvaný též Myšina. Po třech kilometrech se vlévá jako pravostranný přítok do Svitavy. Na úplném jihozápadním okraji katastru Útěchova pramení v lesích potok Rakovec (délka 5 km), jenž je přítokem Ponávky.

### Flora a fauna
Z hlediska biogeografického leží Útěchov v brněnském bioregionu na jihovýchodním okraji hercynské podprovincie v rámci provincie středoevropských listnatých lesů. Podle fytogeografického členění spadá do okresu Moravské podhůří Vysočiny, jenž patří do českomoravského mezofytika v rámci mezofytika. Potenciálně přirozenou vegetací je černýšová dubohabřina.
Lesy v katastru Útěchova i okolí, které se řadí podle lesnické typologie ke třetímu lesnímu vegetačnímu stupni (dubobukovému), patří brněnské Mendelově univerzitě, která je spravuje skrze Školní lesní podnik Masarykův les Křtiny. Stará se o ně jedno ze tří školních polesí, polesí Vranov, které sídlí v areálu na lesní cestě Hrádková v katastru Vranova, těsně za hranicí Útěchova. Lesy slouží převážně k výuce posluchačů univerzity, odborným výzkumům, částečně i ke komerční lesnické činnosti. Porost je tvořen převážně dubem zimním, bukem lesním, smrkem ztepilým a borovicí lesní. V podrostu se vyskytují trávy (lipnice hajní, lipnice úzkolistá, strdivka nící, strdivka jednokvětá) a hájové byliny (zvonek broskvolistý, hrachor černý, jahodník truskavec, ptačinec velkokvětý), i když místy byla tato vegetace nahrazena stínomilnější a kyselomilnější. Pastviny a lady ovládají rumištní rostliny s některými pionýrskými druhy (třtina křovištní, turan kanadský, zlatobýl kanadský, merlík bílý, pelyněk černobýl, kopřiva dvoudomá, přeslička rolní, pampeliška lékařská, rmen rolní, heřmánkovec přímořský, druhy svízele).
Složení fauny je ovlivněno jednak blízkostí velkého města, jednak samotným umístěním Útěchova na rozhraní hercynské, severopanonské a západokarpatské podprovincie. Z ptáků se zde vyskytují hrdlička zahradní (po roce 1945), strakapoud jižní, lelek lesní, krkavec velký, čáp černý, králíček ohnivý, různé druhy sýkor, sojka obecná, kos černý, drozd brávník, z dravců pak káně lesní, občas i jiní. V okolních lesích žijí srnci obecní, prasata divoká, mufloni, lišky obecné, objevuje se ježek východní, myšice lesní, hraboš polní, hrabošík podzemní, z netopýrů netopýr rezavý či netopýr hvízdavý.

### Ochrana životního prostředí
V katastru Útěchova se nenachází žádné zvláště chráněné území, území soustavy Natura 2000, ani žádný památný strom. Nejvýchodnější cíp katastru tvoří západní hranici evropsky významné lokality Údolí Svitavy.
Na území Útěchova byly vyhlášeny dva významné krajinné prvky (VKP). VKP Útěchovský potok zahrnuje tok a nejbližší okolí horní části stejnojmenné vodoteče, včetně jeho přítoků. Druhým je VKP Midlochův pomník, jenž je tvořen mýtinkou v okolí památníku lesního inspektora Adolfa Midlocha.

## Obyvatelstvo

### Struktura obyvatelstva
V roce 1667 byli v Útěchově tři osedlí, roku 1675 zde hospodařili čtyři osedlí. V roce 1750 zde bylo sedm osedlých (jeden půlláník, tři čtvrtláníci a tři domkáři). Roku 1771 čítal Útěchov 76 obyvatel hovořících česky, v roce 1790 však klesl počet obyvatel v 11 domech na 60. Roku 1834 žilo ve čtrnácti domech 86 osob, v roce 1843 již 97 obyvatel (z toho dva půlláníci, tři čtvrtláníci, sedm domkářů) a roku 1850 celkem 121 lidí. Útěchov byl vždy českou vesnicí, počet německy mluvících obyvatel byl do roku 1945 minimální, většinou nulový.
|                | 1869 | 1880 | 1890 | 1900 | 1910 | 1921 | 1930 | 1950 | 1961 | 1970 | 1980 | 1991 | 2001 | 2011 | 2021 |
| -------------- | ---- | ---- | ---- | ---- | ---- | ---- | ---- | ---- | ---- | ---- | ---- | ---- | ---- | ---- | ---- |
| Počet obyvatel | 133  | 151  | 170  | 174  | 190  | 203  | 175  | 203  | 193  | 187  | 217  | 211  | 446  | 760  | 920  |
| Počet domů     | 19   | 20   | 23   | 22   | 27   | 29   | 31   | 54   | 51   | 54   | 60   | 73   | 156  | 241  | 282  |

Podle údajů Sčítání lidu, domů a bytů 2021 (SLDB 2021) se v Útěchově nacházelo 282 domů (z toho 276 rodinných domů a 5 bytových domů, zbývající dům byl zařazen mezi „ostatní budovy“), z nichž 255 bylo obydleno. Z celkového počtu 282 jich 172 bylo postaveno mezi lety 1991 a 2010. Dle SLDB 2021 žilo v Útěchově 920 obyvatel, z toho 449 mužů a 471 žen. Celkem 568 osob uvedlo národnost českou, 197 osob národnost moravskou, 13 národnost slovenskou, 1 národnost polskou, 1 národnost německou a 1 národnost ruskou; ostatní národnost neuvedli. Podle počtu obyvatel byl v roce 2021 Útěchov druhou nejmenší brněnskou městskou částí.

### Náboženský život

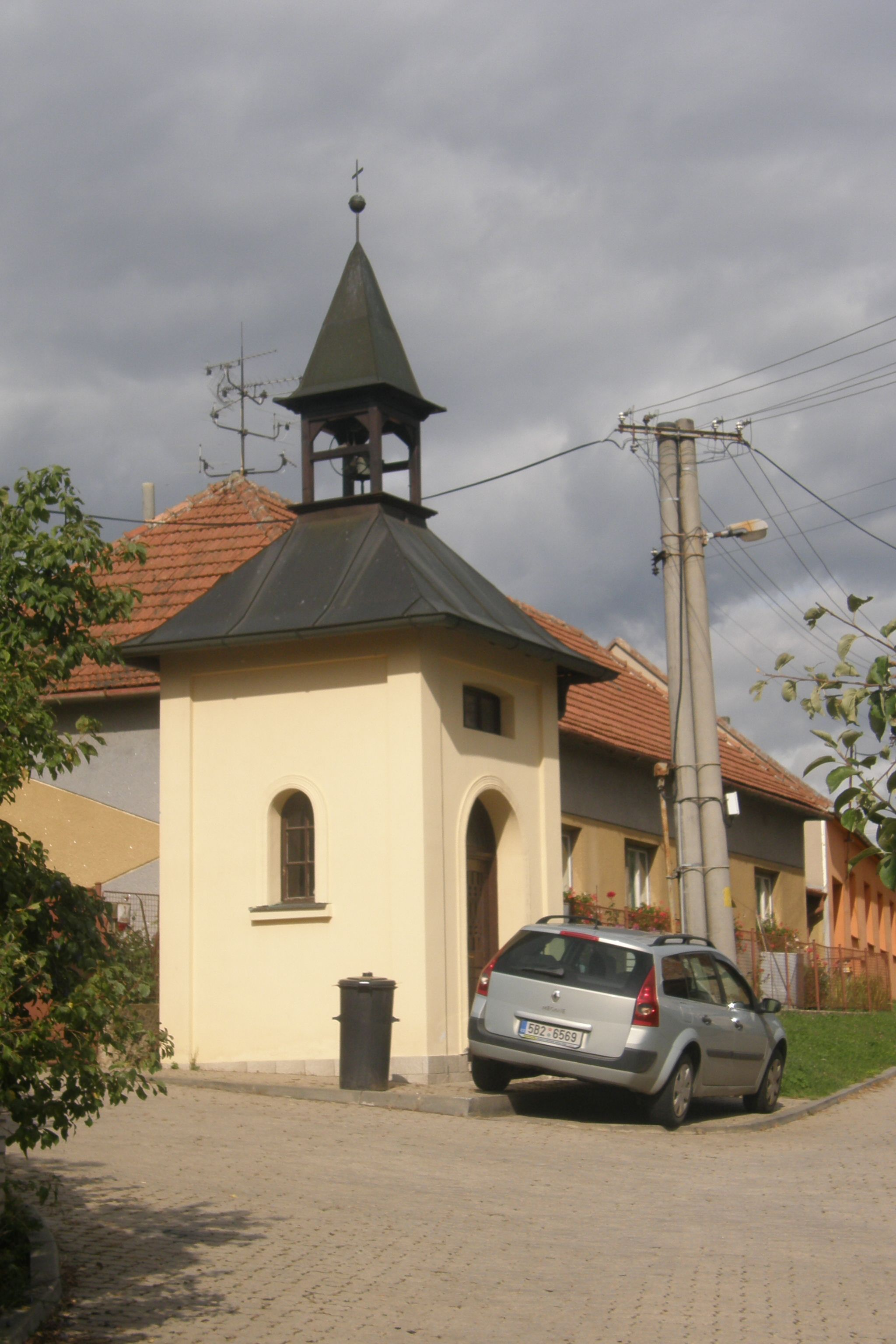
Kaple v ulici V koutku

Poutní místo v sousedním Vranově dosáhlo značného věhlasu stavbou nového kostela Narození Panny Marie v první třetině 17. století. Kolem Útěchova vedla z jedna poutních cest a na ní byla v roce 1674 postavena zastavení s biblickými výjevy. Odstraněna byla asi za josefinských reforem v 80. letech 18. století. Na konci toho věku (jiný zdroj uvádí až druhou polovinu 19. století) zde byla postavena zastavení v podobě hranolových božích muk, a to na cestě z Králova Pole do Vranova.
V rámci římskokatolické farní správy spadal Útěchov do roku 1679 do farnosti Babice nad Svitavou, poté do řečkovické farnosti. Od roku 1784 je vesnice součástí farnosti Vranov u Brna. Obyvatelé Útěchova byli pohřbíváni u farních kostelů, včetně Řečkovic, respektive od konce 19. století také v sousedních Jehnicích a Soběšicích. Od roku 1980 je pak využíván brněnský Ústřední hřbitov. Ve vsi žádné pohřebiště nebylo, stejně ani žádný kostel. Obyvatelé, až do vzniku Československa v drtivé většině římští katolíci, pro náboženské účely využívali dřevěný kříž postavený roku 1849, vysvěcený o dva roky později a obnovený roku 1872, jenž stál na tehdejším okraji vsi (dnes křižovatka ulic Boří a V koutku). Ten byl v roce 1898 nahrazen nedalekou zděnou kaplí se zvonicí, která stojí dodnes a na kterou přispěl i kníže Lichtenštejn. Po vzniku Československa prudce vzrostl počet obyvatel bez vyznání (50 v roce 1921), což bylo způsobeno zdejší převážnou levicovou orientací. Ve 20. letech se vyhrocená situace na levici uklidnila a podle sčítání lidu se roku 1930 hlásilo 138 osob k římskokatolické církvi, 16 k československé církvi a 21 bylo bez vyznání. Území Útěchova spadalo od roku 1922 do obvodu brněnské náboženské obce církve československé, od roku 1929 bylo součástí kuřimské náboženské obce a od roku 1940 příslušelo k řečkovické náboženské obci.
Při SLDB 2021 se k římskokatolické církvi přihlásilo 76 osob, k českobratrské církvi evangelické 5 osob a k církvi československé husitské 3 osoby.

## Obecní správa a politika

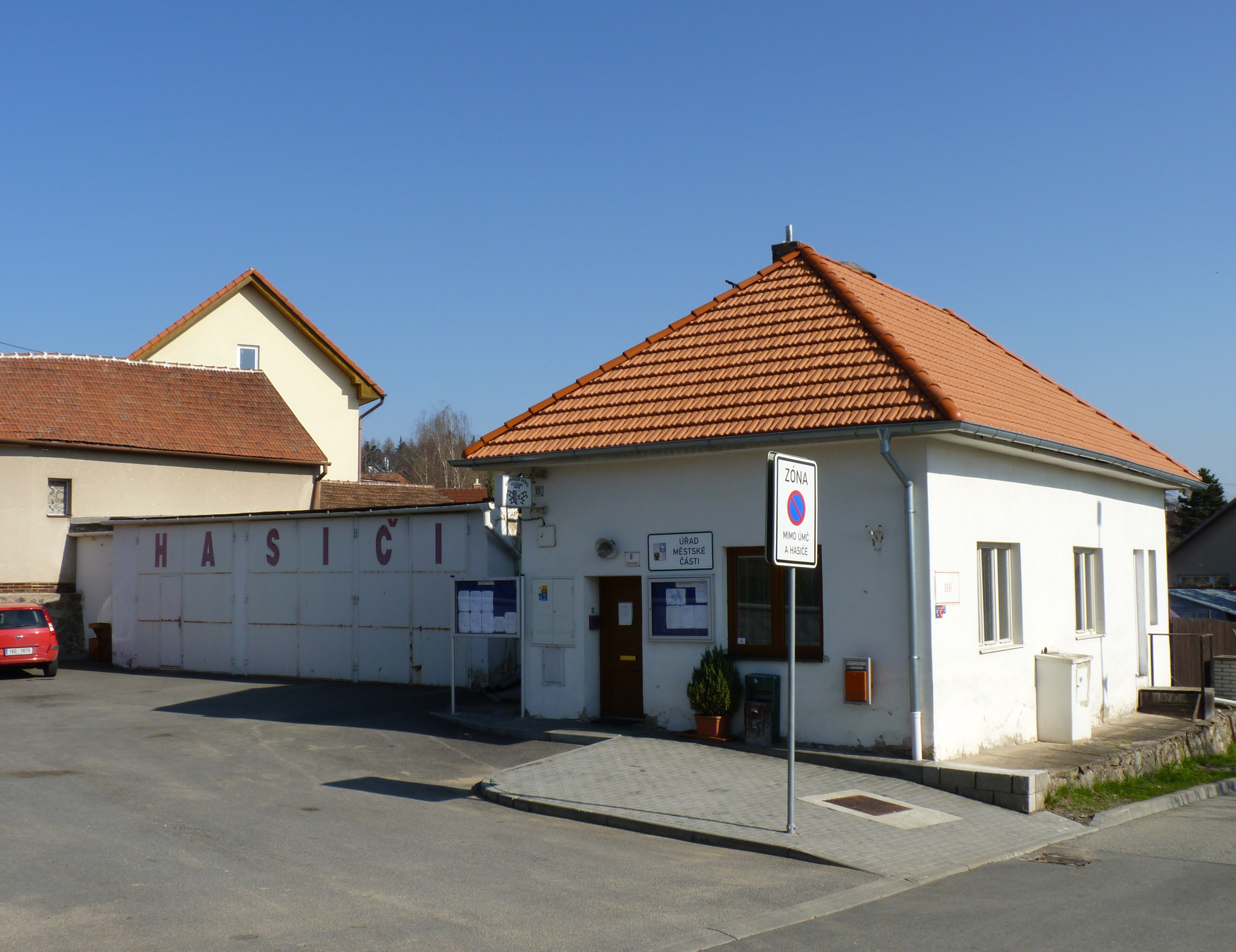
Úřad městské části Brno-Útěchov a hasičská zbrojnice

Městská část Brno-Útěchov zahrnuje celé katastrální území Útěchov u Brna, ve kterém se nachází evidenční část obce Útěchov. Celý Útěchov je také jedinou základní sídelní jednotkou.
Pro účely senátních voleb je území celé městské části Brno-Útěchov zařazeno do volebního obvodu č. 60.

### Zastupitelstvo a starosta
Městská část má sedmičlenné zastupitelstvo, v jehož čele stojí starosta. Od roku 2004 je starostou Zdeněk Drahoš.
| Období    | Období               | Voliči v seznamu | Účast v % | Mandáty | Vítězná kandidátka (počet mandátů)                               | Starosta                              |
| --------- | -------------------- | ---------------- | --------- | ------- | ---------------------------------------------------------------- | ------------------------------------- |
| 1990–1994 |                      |                  |           |         |                                                                  |                                       |
| 1994–1998 | 1994–1998            | 176              | 84,09     | 5       | 3 m. Sdružení nezávislých kandidátů                              | Jaromír Sáňka (1994–1998)             |
| 1998–2002 | 1998–2002            | 224              | 66,96     | 7       | 4 m. Sdružení nezávislých kandidátů                              | Jaromír Sáňka (1998–2002)             |
| 2002–2006 | volby 2002           | 416              | 71,39     | 7       | 3 m. Občanská iniciativa Útěchov                                 | Jaromír Sáňka (2002–2003, rezignoval) |
| 2002–2006 | předčasné volby 2004 | 449              | 79,51     | 7       | 3 m. NEZÁVISLÍ - BEZPEČÍ A PROSPERITA 3 m. Nestraníci pro Moravu | Zdeněk Drahoš (2004–2006)             |
| 2006–2010 | 2006–2010            | 513              | 70,96     | 7       | 3 m. "Sdružení nestraníků" 3 m. ODS                              | Zdeněk Drahoš (2006–2010)             |
| 2010–2014 | 2010–2014            | 552              | 73,55     | 7       | 4 m. TOP 09                                                      | Zdeněk Drahoš (2010–2014)             |
| 2014–2018 | 2014–2018            | 591              | 62,77     | 7       | 4 m. Koalice "STAN" a TOP 09                                     | Zdeněk Drahoš (2014–2018)             |
| 2018–2022 | 2018–2022            | 633              | 62,72     | 7       | 4 m. Nestraníci pro Útěchov                                      | Zdeněk Drahoš (2018–2022)             |
| 2022–2026 | 2022–2026            | 661              | 73,22     | 7       | 3 m. Útěchov jinak                                               | Zdeněk Drahoš (od 2022)               |

### Symboly
Je známý jediný pečetní typář Útěchova. Pečeť má opis PECZET DIEDINII AVTIECHOWA, v poli dvě skřížené sekery a kolem nich kotouče – čtyři nahoře, tři po stranách, dole jeden. Podle perokresby pečetě, poskytnuté útěchovskou radnicí, se má nahoře v opisu nacházet letopočet 1662. Dochovaný exemplář pečetě (z dokumentů josefínského katastru z roku 1788, uložených v Moravském zemském archivu) je však v tomto místě poškozený a nečitelný.
Znak a vlajka městské části Brno-Útěchov odkazují na historii vesnice. Znak, přijatý v roce 1995, je tvořen modro-zlato polceným štítem. V heraldicky pravém poli půl moravské orlice, v heraldicky levém poli dvě černé zkřížené ostrve, které jsou odkazem na erb Ronovců. List vlajky, přijaté roku 2000, je tvořen třemi vodorovnými pruhy v poměru 1:2:1 (modrý – žlutý – modrý); ve žlutém pruhu jsou na střed umístěny dvě černé zkřížené ostrve o šesti sucích. Poměr šířky listu k jeho délce je 2:3.

## Hospodářství a doprava

### Hospodářství
Útěchov je satelitní městečko bez větších provozoven. V roce 2024 mělo na území městské části zapsáno sídlo celkem 69 obchodních společností a 194 živností. Těsně za hranicemi katastru Útěchova, na území Vranova, se nachází hospodářský areál Školního lesního podniku Masarykův les Křtiny, jenž byl využíván také soukromými společnostmi. Celá městská část spadala v roce 2024 pod pobočku České pošty na Lesné (Brno 38), dřívější poštovní pobočka Brno 44 v Soběšicích byla zrušena roku 2023. Na severním okraji čtvrti, v sousedství sportovního areálu, se nalézá sběrný dvůr městského podniku SAKO Brno. Na jižním i severním okraji Útěchova stojí dvě základnové převodní stanice BTS, tvořené příhradovými stožáry.
V roce 1908 je doložena v Útěchově výrobna lihovin, ve 20. letech 20. století se zde nacházely dva mlýny.

### Doprava

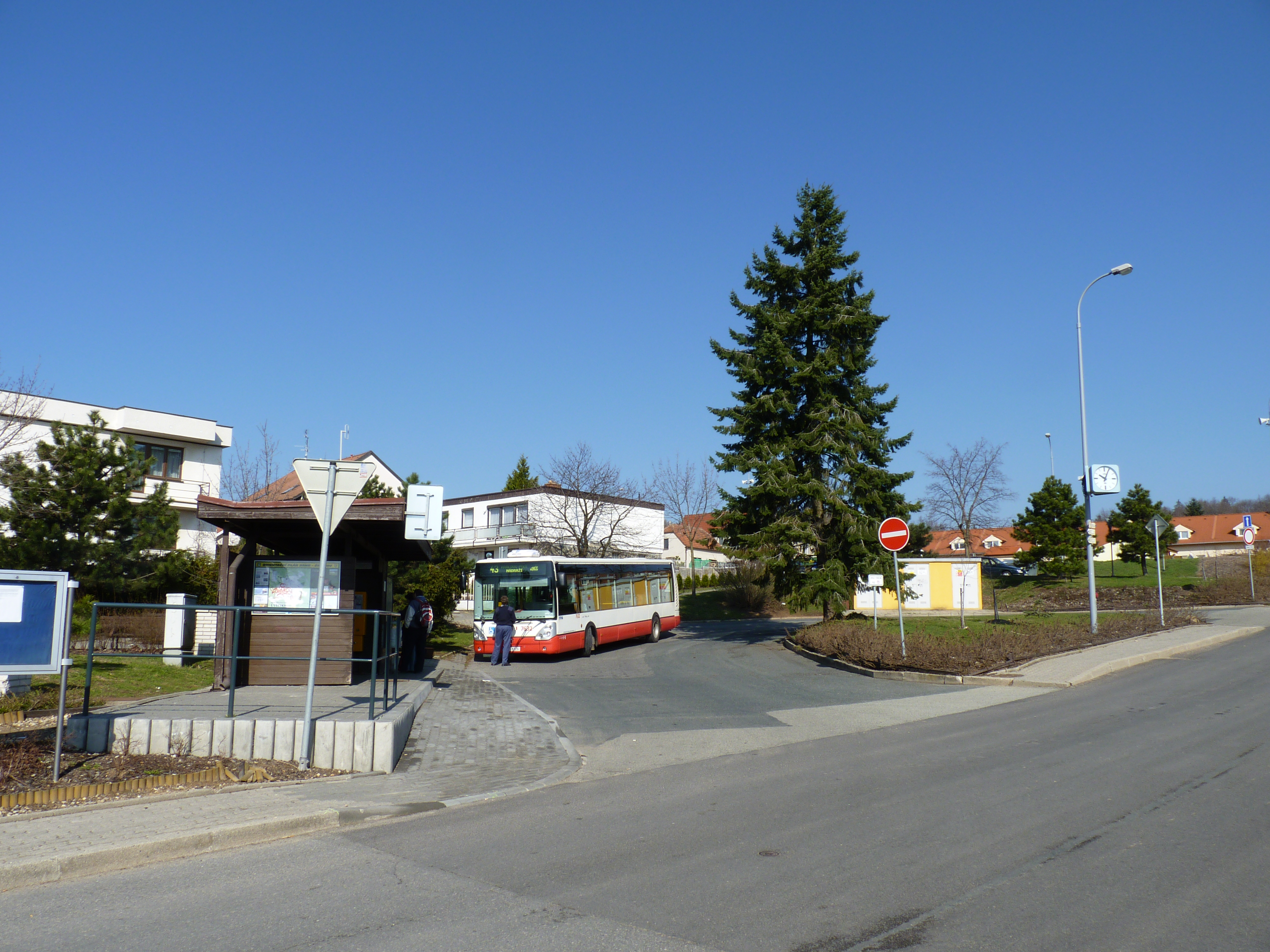
Autobusová smyčka v ulici Adamovské

V severojižním směru prochází Útěchovem silnice III/37915 (ulice Adamovská), která tvoří osu čtvrti a zároveň hlavní silniční spojení vesnice se zbytkem Brna. Tato silnice začíná v Brně na Velkém městském okruhu a pokračuje přes Lesnou, Soběšice, Útěchov a Vranov do Šebrova. Při Celostátním sčítání dopravy 2020 projelo po silnici III/37915 Útěchovem 3118 motorových vozidel za den. Druhé veřejnosti přístupné spojení je tvořeno lesní cestou Hrádková, jež začíná na severním okraji Útěchova, pokračuje východním směrem a kolem hradu Ronova se stáčí do údolí Svitavy v Adamově. Tato cesta byla veřejnosti zprůjezdněna v roce 1980, nadále však patří Školnímu lesnímu podniku Křtiny a je zařazena mezi účelové komunikace.
Veřejná hromadná doprava je zajišťována v rámci Integrovaného dopravního systému Jihomoravského kraje městskými autobusovými linkami Dopravního podniku města Brna. V roce 2024 jezdila přes Útěchov denní linka č. 57 a noční linka č. N93, které směřovaly z Brna dále do Vranova. Některé spoje obou linek byly ukončeny přímo ve čtvrti. Nejbližší železniční stanice Adamov se nachází v údolí Svitavy na koridorové trati Brno – Česká Třebová, ve vzdálenosti 2,5 km východně od Útěchova.

## Školství, kultura a sport
Od konce 18. století se útěchovské děti učily v jednotřídní škole ve Vranově, která v průběhu let vystřídala ve vsi několik umístění. Dvojtřídní školní budova ve Vranově byla postavena v roce 1885. Ani později nevznikla v Útěchově žádná školní instituce. Celá čtvrť byla roku 2023 součástí spádového obvodu Mateřské školy Síčka v Soběšicích (MŠ), Základní školy Zeiberlichova v Soběšicích (ZŠ 1.–5. ročník) a Základní školy a Mateřské školy Blažkova na Lesné (ZŠ 6.–9. ročník).
V Útěchově funguje sbor dobrovolných hasičů, jehož hasičská zbrojnice stavebně navazuje na budovu úřadu městské části. Ve čtvrti působí tělovýchovná jednota TJ Útěchov s volejbalovými a nohejbalovými oddíly, která sídlí ve sportovním areálu na severním okraji Útěchova. Ženský nohejbalový oddíl hraje 1. ligu a v letech 2008 a 2010 se stal českým mistrem v soutěži družstev. Historie útěchovského sportovního areálu je spjatá také s lyžařským oddílem TJ Start Brno, jenž sídlí na Lesné. Právě v Útěchově si v roce 1969 postavili jeho členové chatu jako základnu ke sportovním i společenským událostem. V dalších desetiletích tvořila jediné zázemí areálu. Budova byla zbořena při jeho přestavbě v roce 2014, kdy zde vznikla nová budova s tělocvičnou a dvěma klubovnami, vedle které se nachází venkovní hřiště a tenisové kurty. V 90. letech 20. století pořádal Start Brno Přebor města Brna v běžeckém lyžování, jenž se podle klimatických podmínek uskutečňoval buď v Útěchově, nebo u Nového Města na Moravě. Od roku 1970 je lyžařský oddíl TJ Start Brno pořadatelem každoročního přespolního Běhu Útěchovskými lesy (Memoriálu Poldy Umláška).
Lesnaté a kopcovité okolí Útěchova, součást Lesnického Slavína, využívají k rekreační turistice Brňané. V roce 2024 vedly Útěchovem čtyři značené turistické trasy Klubu českých turistů.

## Pamětihodnosti

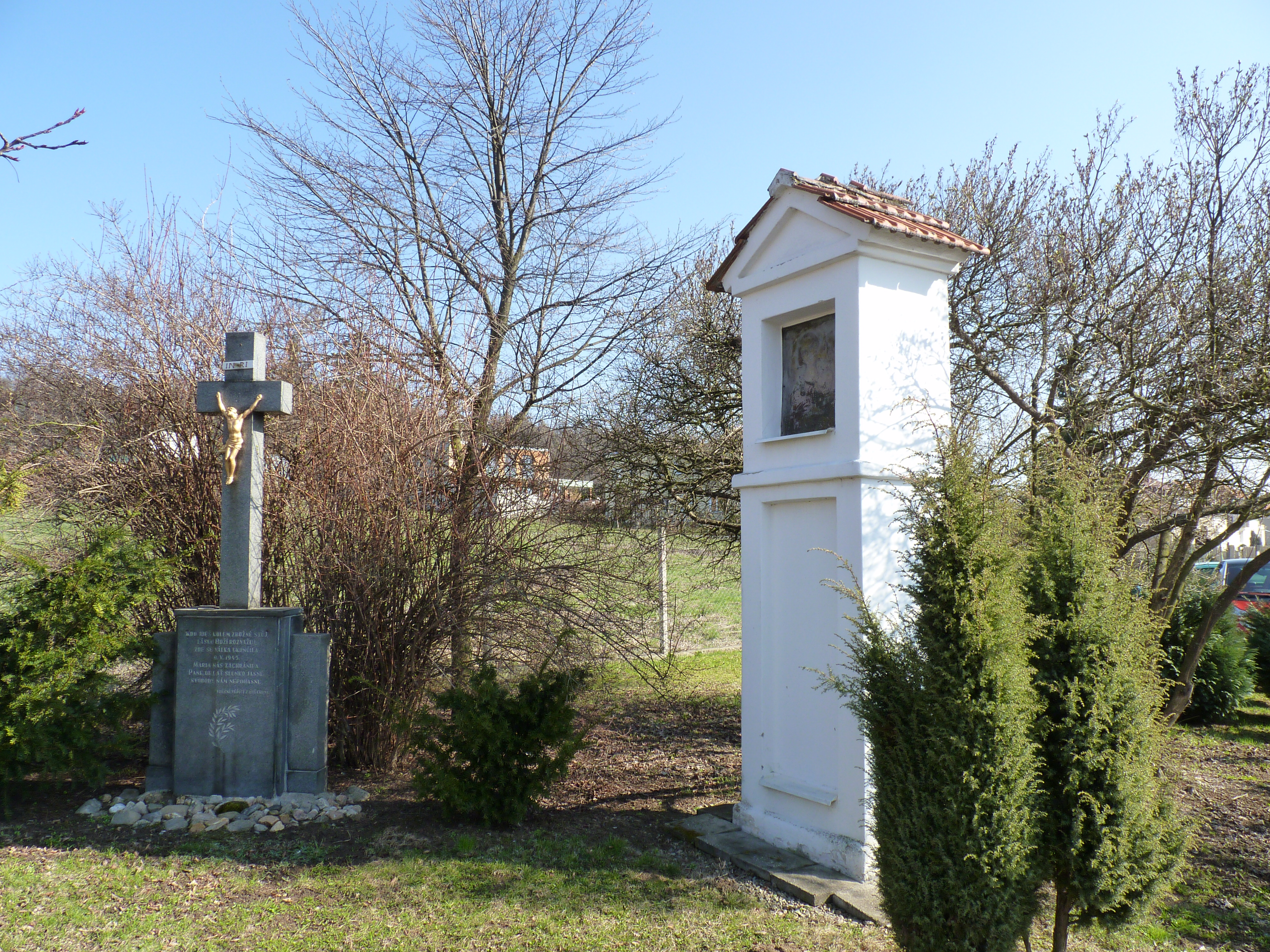
Kříž na památku ukončení druhé světové války a památkově chráněná boží muka v ulici Adamovské

Památkově chráněny jsou v Útěchově následující objekty:
- Kaple z roku 1898 byla postavena na tehdejším okraji vsi v historizujícím stylu a je důležitým urbanistickým prvkem čtvrti. Nachází se na křižovatce ulic Boří a V koutku, respektive na počátku ulice V koutku, v těsné blízkosti nejstarších útěchovských statků. Kulturní památkou je od roku 1996.[13][106]
- Soubor barokních hranolových božích muk vznikl na konci 18. století (podle jiného zdroje až ve druhé polovině 19. století[60]) kolem poutní cesty z Králova Pole do Vranova, významného mariánského poutního místa. Ze šesti kusů těchto drobných sakrálních staveb se čtyři nachází v katastru Útěchova a dvě v katastru Vranova. Památkově chráněny jsou od roku 1964.[61][62][63][64][65][66]

Dále se v Útěchově nachází několik dalších kulturních pamětihodností:
- kříž na památku ukončení druhé světové války v roce 1945 v Adamovské ulici[19]
- pomník padlým při osvobození vesnice v roce 1945 v Adamovské ulici[107][108]
- pomník lesního inspektora Adolfa Midlocha z roku 1929, na mýtině v lese u Midlochovy ulice[109]
- moderní architektura: dům Včelařská 15b z roku 2012 (architekt Adam Rujbr)[110]

## Osobnosti
- Zdeněk Dufek (* 1978) – vědecký pracovník, soudní znalec a politik, v letech 2006–2010 místostarosta MČ Brno-Útěchov[111]
- Stanislav Moša (* 1956) – divadelní režisér, textař, libretista, ředitel Městského divadla Brno[39]
- Miroslav Sládek (* 1950) – politik, poslanec, v letech 2002–2004 místostarosta MČ Brno-Útěchov[39]